# Knezevich Rock
Knezevich Rock är en kulle i Antarktis. Den ligger i Västantarktis. Inget land gör anspråk på området. Toppen på Knezevich Rock är 1 787 meter över havet.
Terrängen runt Knezevich Rock är kuperad åt nordost, men åt sydväst är den bergig. Terrängen runt Knezevich Rock sluttar norrut. Trakten är obefolkad. Det finns inga samhällen i närheten.